# Pseudocolaptes boissonneautii
El trepamusgos barbablanca andino (Pseudocolaptes boissonneautii), también denominado barbablanca rayada (en Ecuador), barba-blanca rayado (en Perú), corretroncos cuelliblanco (en Colombia) o cotí blanco (en Venezuela), es una especie de ave paseriforme de la familia Furnariidae. Es nativa del norte y noroeste de América del Sur.

## Distribución y hábitat
Se distribuye desde las montañas costeras de Venezuela, hacia el sur a lo largo de los Andes de Colombia, Ecuador, Perú, hasta el centro de Bolivia.
Esta especie es considerada de poco común a localmente bastante común en su hábitat natural, las selvas húmedas montanas andinas y sus bordes, principalmente entre los 1800 y los 3100 m de altitud.

## Descripción
Mide alrededor de 22 cm de longitud y pesa 48 g. Tiene una larga cola de color rojizo brillante. La cabeza tiene una corona de color ante rayadas de color marrón oscuro y una lista pálida en los ojos. Las mejillas lucen un penacho de plumas blancas de color ante. La garganta es blanca y las partes inferiores son de color marrón oliva con manchas difusas en el pecho. Ambos sexos son similares.

## Comportamiento
Se presenta como un reproductor residente en los bosques de montaña húmeda con muchas epífitas. Coloca sus huevos blancos en un viejo nido recuperado de pájaro carpintero o en los hoyos de los árboles. Uno de los padres, probablemente la hembra, incuba el huevo blanco en un periodo de 29 días.

## Sistemática

### Descripción original
La especie P. boissonneautii fue descrita por primera vez por el naturalista francés Frédéric de Lafresnaye en 1840 bajo el nombre científico «Anabates boissonneautii»; la localidad tipo es: «Bogotá».

### Etimología
El nombre genérico masculino «Pseudocolaptes» deriva del griego «pseudos»: falso, otro, y «kolaptēs, kolaptō»: picador, que pica; significando «falso picador o falso carpintero»;  y el nombre de la especie «boissonneautii», conmemora al ornitólogo francés Auguste Boissonneau (1802-1883). Algunos autores, como Aves del Mundo (HBW) y Birdlife International consideran que la escrita correcta del nombre debería ser boissoneauii, y así lo adoptan.

### Taxonomía
A veces fue considerada conespecífica con Pseudocolaptes lawrencii, incluyendo P. johnsoni. La subespecie auritus es más similar a P. lawrencii de lo que lo es con la nominal boissonneauii; son necesarios análisis vocales. La forma propuesta orientalis es un sinónimo de oberholseri, e intermedianus también podría no distinguirse. La forma propuesta pallidus (del noroeste de Perú) es inseparable de medianus.

### Subespecies
Según la clasificación del Congreso Ornitológico Internacional (IOC) se reconocen ocho subespecies, con su correspondiente distribución geográfica:
- Pseudocolaptes boissonneautii meridae Hartert & Goodson, 1917 – Serranía del Perijá y Andes del noroeste de Venezuela (Trujillo, Mérida, Táchira) y noreste de Colombia (Andes orientales al sur hasta Boyacá).
- Pseudocolaptes boissonneautii striaticeps Hellmayr & Seilern, 1912 – cordillera de la Costa del norte de Venezuela (Yaracuy, y Carabobo al este hasta Miranda).
- Pseudocolaptes boissonneautii boissonneauii (Lafresnaye, 1840) – Andes de Colombia (cordilleras occidental y central, y cordillera oriental al sur desde Cundinamarca).
- Pseudocolaptes boissonneautii oberholseri Cory, 1919 – Andes de Ecuador (ambas pendientes).
- Pseudocolaptes boissonneautii intermedianus Chapman, 1923 – pendiente occidental de los Andes del noroeste de Perú (Piura, noroeste de Cajamarca).
- Pseudocolaptes boissonneautii medianus Hellmayr, 1919 – Andes peruanos del norte hacia el sur hasta el río Marañón (sur de Cajamarca, y Amazonas hacia el sur hasta San Martín).
- Pseudocolaptes boissonneautii auritus (Tschudi, 1844) – pendiente oriental de los Andes del centro de Perú (La Libertad al sur hasta el norte de Puno).
- Pseudocolaptes boissonneautii carabayae J.T. Zimmer, 1936 – pendiente oriental de los Andes desde el sur de Perú (sur de Puno) hacia el sur hasta el centro de Bolivia (al este hasta el oeste de Santa Cruz).

La clasificación Clements Checklist v.2018 también lista las subespecies orientalis y pallidus como válidas.